# バーエンドバー

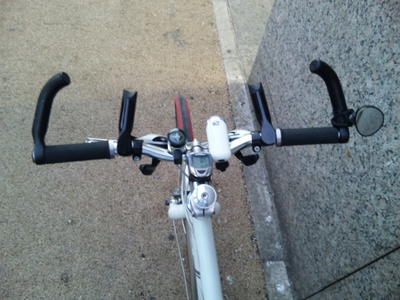
バーエンドバーとバーセンターバーを取り付けたとんぼハンドルの例。

バーエンドバー は自転車の部品の一つ。ストレートハンドルやとんぼハンドルの末端に取り付けることにより、その欠点を補うものである。
ストレートハンドルは非常に強力なグリップ力を発揮する事ができるが、人間の手首はそもそも体の前にある水平の棒を握るのに適していない。また、動作が単調になりがちな長時間のツーリングでは、ハンドルの握り位置が1パターンしかないことが手首及び腕の疲労につながる。この欠点を補うための金属またはカーボンファイバー製のバーがバーエンドバーであり、まっすぐなものから婉曲したもの、60 mm程度のものから120 mmを越えるものなど、様々な形態がある。

## メリット
前述のように、肩幅のラインと垂直になっているバーエンドバーを握ることは手首・腕の疲労を抑えることができる。
ハンドルの両端にやや上向きの角度で取り付けるため、登坂やダンシングの際に上半身の力を込めやすくなる。
右折・左折の際にバーエンドに手を置いておくことにより、いざという時のカウンター(車体の引き起こし)動作が容易になる。

## デメリット
フック状のものがハンドルの端にあることにより、集団走行や歩道走行時の危険が大であるという意見がある。このためフラットバーでの参加が許可されていないレースや集団走行会でも使用を禁止される事がある。さらに大きなデメリットとしては、バーエンドバーを握った状態ではブレーキ操作とシフト操作が困難となることである。これらのデメリットは、一般的な走行においては危険性を大きく引き上げることから、走行時間全体における利用比率は極めて限られたものとなりがちである。

## バーセンターバー
2005年頃より、バーエンドバーをハンドルの末端ではなくハンドルの中心付近につけることが日本の一部フラットバー乗りの間で見られる。これは「バーセンターバー」と呼ばれることが多い。「触角バー」(昆虫の触角に似た見ためのため。）という呼称例もあるが、希少である。
肘ごと腕を預けて前傾姿勢を強化するDHバーに類似したものと見られることもある。本方式における空気抵抗の削減効果の実態は、脇を締める姿勢によって成されるものであるが、これは最も低位の副次的目的に過ぎない。この方式の最大のメリットは、バーエンドバーを握った状態では不可能なシフト操作や、極めて困難なブレーキ操作を追加バーを握ったまま維持しつつ、長距離走行時の疲労を抑え、乗員自身と周囲への安全性が確保されることにある。
取り付けの際は、ブレーキ等を含めて取り付けの角度と位置を緻密に調整する必要があるが、これが達成できれば操作性はほとんど犠牲とならないため、走行時間の大半を追加バーを握った状態によって行う事が可能となる。また、手首の角度が人体にとって最も自然な状態である上から見て｢ハ｣文字となるため、ドロップハンドル使用時に多用されるブラケットを握る場合よりも、更に無理のない角度が維持される。当然ながらフラットバーとしての機能は温存され、通常の握り方へも容易かつ瞬時に変更可能であるため、保針性・操舵性等にも問題は生じ難い。更に取り付け位置がハンドル全体の内側にあるため、周囲へ及ぼす潜在的な危害性はバーエンドバーより大幅に低減される一方、バーエンドバー同様にダンシングやカウンターにも利用できる等、極めて多様なメリットを有する。フラットバーに取り付けたエルゴノミック形状のショートグリップとの相性も良好である。また、短いグリップの採用は、追加バー間の適切な間隔の確保にも柔軟に対応できる。2018年頃より、海外のサードパーティが専用パーツを開発するに至った。